# Marco Ferradini
 (septembre 2018).
Marco Ferradini, né à  Côme le 28 juillet 1949, est un chanteur italien.

## Discographie

### Albums
- 1978 - Quando Teresa verrà (Spaghetti Records ZPLSR 34051)
- 1981 - Schiavo senza catene (Spaghetti Records ZPGSR 33415)
- 1982 - Q Concert (RCA Italiana PG 33428) (avec Goran Kuzminac et Mario Castelnuovo)
- 1983 - Una catastrofe bionda (Spaghetti Records ZPLSR 34177)
- 1985 - Misteri della vita (Muvicom MULP 3001)
- 1986 - Marco Ferradini (Muvicom MULP 3002)
- 1991 - È bello avere un amico (Dischi Ricordi SMRL 6435)
- 1992 - Ricomincio da... Teorema (Dischi Ricordi SMRL 6457)
- 1995 - Dolce piccolo mio fiore
- 2001 - Geometrie del cuore (Hi-Lite/Ca' Bianca records HLCD 9073)
- 2005 - Filo rosso (INC/Duck DUBCD 1042)
- 2012 - La mia generazione